# Sainte (Ravel)
Pour les articles homonymes, voir Sainte (homonymie).
Sainte est une mélodie pour voix et piano de Maurice Ravel composée en 1896, sur un texte de Stéphane Mallarmé.

## Présentation
La mélodie Sainte est l'une des premières mélodies pour voix et piano de Maurice Ravel. Elle a été composée en décembre 1896 sur un texte de Stéphane Mallarmé, poète préféré du compositeur. Il est parfois indiqué par erreur que cette mélodie est la « première mélodie éditée de Ravel » bien que les deux premières mélodies éditées de Ravel soient les Deux épigrammes de Clément Marot parues en 1900 aux éditions Demets.
La partition est publiée en 1907 par Durand et créée la même année à Paris, le 7 mai, Salle Berlioz, par la chanteuse Elisabeth Delhez. Il est parfois indiqué par erreur que la création date du 8 juin 1907 à Paris par Hélène Luquiens et Maurice Ravel, alors que cette date correspond à une seconde audition qui a eu lieu au Havre.

## Analyse
La mélodie est dédiée à Mme Edmond Bonniot, en sol mineur, liturgiquement, et évoque une « atmosphère mystique ».
Vladimir Jankélévitch rapproche Sainte, « avec sa procession d'accords impassibles rêveusement juxtaposés », des Sonneries de la Rose+Croix de Satie et de La Demoiselle élue de Debussy, et savoure « la neuvième non résolue, ouverte sur l'infini et sur nulle part, qui termine la mélodie ».
Marie-Claire Beltrando-Patier note également le traitement de l'harmonie en accords, avec une « alternance de septièmes majeures et mineures », et remarque le traitement particulier de la voix, « sage et mesuré, cas unique dans la production de Ravel ».
Dans le catalogue des œuvres du compositeur établi par Marcel Marnat, la pièce porte le numéro M 9.
La durée moyenne d'exécution de la pièce est de deux minutes environ.

## Discographie
- Pierre Bernac, baryton, et Francis Poulenc, piano, enregistrement de 1936 pour Gramophone (DA 4891), repiqué et restauré sur CD, Cascavelle (vol. 1, CD2, n°14), 2002.
- Maurice Ravel : The Complete Works, CD 13, par Jean-Christophe Benoît (baryton) et Aldo Ciccolini (piano), Warner Classics 0190295283261, 2020.
- Ravel : Complete Mélodies, CD 1, par Monica Piccinini (soprano) et Filippo Farinelli (piano), Brilliant Classics 94743, 2015.
- Ravel : Complete Songs for Voice and Piano, CD 2, par Laurent Naouri (baryton) et David Abramovitz (piano), Naxos 8.554176-77, 2003.